# O Correio do Povo (Jaraguá do Sul)
O Correio do Povo (também referido como OCP) é um jornal brasileiro editado na cidade de Jaraguá do Sul. Fundado em 10 de maio de 1919, pelos sócios Venâncio da Silva Porto e Arthur Müller, o jornal é o mais antigo em atividade em Santa Catarina e está entre os 30 veículos de comunicação impressa mais antigos em circulação no Brasil, conforme a Associação Nacional de Jornais (ANJ). O Correio do Povo é, atualmente, o carro-chefe da Rede OCP de Comunicação, um conglomerado de mídia que reúne, além do jornal impresso, os portais OCP News, Por Acaso e Aconteceu em Jaraguá. A marca da rede também é difundida nas cidades de Joinville, Blumenau e Florianópolis por meio de licenciamento.
Desde 2007, o empresário Walter Janssen Neto é o proprietário do jornal, atuando como presidente da rede de comunicação. Em 2019, o jornal O Correio do Povo completou 100 anos de existência.

## História

### A fundação
Quando o O Correio do Povo foi fundado em 10 de maio de 1919, a vida jaraguaense se dava no entorno da estação ferroviária. Os historiadores relatam que o progresso já estava a todo vapor devido à inauguração dos trilhos que ligavam São Francisco do Sul a Porto União, em 1910. Os negócios dependiam do trem como meio de transporte para a chegada de matéria-prima, escoamento de produções, agricultura, pecuária.
“Tudo acontecia no entorno da ferrovia. O O Correio do Povo também nascia ali, perto dos hotéis, das principais casas comerciais, da Intendência Distrital. Nascia numa das principais ruas, a rua Emílio Carlos Jourdan, onde ﬁca hoje o Ginásio Arthur Müller”, conta a chefe do Arquivo Histórico de Jaraguá do Sul, Silvia Kita.
O jornal começava a engatinhar numa época em que a alfabetização era um desaﬁo. As mulheres, notadamente, não sabiam ler e escrever. “As mulheres estavam começando a ir para escola por mais tempo”, diz a historiadora.
Em 1919, a população chegava a cerca de 9 mil habitantes e a base econômica era sustentada na agropecuária, agricultura, fábricas de moinhos de farinha, milho, mandioca, serrarias, padarias, alfaiates, entre outros. Naquela época, as estradas eram de terra e Jaraguá do Sul ainda era um Distrito de Joinville.
Os cartorários, Venâncio da Silva Porto e Arthur Müller, donos do jornal – respectivamente nos períodos 1919/1932 e 1923/1936 – 1943/1957 -, foram responsáveis pelo surgimento do impresso num tempo em que a comunicação era muito restrita.
“Em 5 de maio de 1919, Arthur Müller solicitava alvará de licença para implantar uma tipograﬁa no município como suporte para imprimir o jornal, embora fosse impresso em outros lugares, inicialmente. Depois foi comprando os maquinários”, descreve Silvia Kita.
Em 1919, Artur Müller, que mais tarde seria o prefeito de Jaraguá do Sul, fundou a Tipograﬁa Avenida, operando no ramo de impressão e papelaria.
Durante os primeiros anos, as edições do jornal eram bilíngues (português e alemão), pois uma parcela importante da população falava alemão em razão da forte colonização germânica na cidade.

### Nova direção
Em 2007, o empresário Walter Janssen Neto adquiriu o jonal O Correio do Povo da família Schmöckel. Janssen é pós-graduado em economia fez carreira na WEG. Na empresa, ele conviveu com os fundadores Werner Ricardo Voigt, Geraldo Werninghaus e Eggon João da Silva. 
A vontade de empreender com um jornal surgiu durante uma viagem do empresário. "Eu estava no aeroporto de Atlanta e na sala de espera de embarque, vi numa mesa o The Atlanta-Journal Constitution e olhei para aquilo e pensei ‘Por que não?’. E foi naquele momento que me deu vontade de me envolver com a área de comunicação. Cheguei no Brasil, em Jaraguá, e procurei os ex-proprietários do OCP. Negociamos e adquiri o jornal”, resgata Walter Janssen Neto.
Em 2018, o negócio expandiu-se significativamente, transformando-se na Rede OCP de Comunicação. Este grupo incorpora não apenas o diário original, mas também o portal OCP.News, resultante da fusão do OCPOnline com os portais PorAcaso e Aconteceu em Jaraguá. Além disso, a marca se estendeu para as cidades de Joinville, Blumenau e Florianópolis.

### Proprietários
- 1919/1932 – Venâncio da Silva Porto;
- 1923/1936 – 1943/1957 – Artur Müller;
- 1937/1947 – Honorato Tomelin, Leopoldo Reiner, Mario Tavares da Cunha Mello e Waldemar Grubba, passam a fazer parte da sociedade;
- 1946/1957 – Paulino Pedri entrou na sociedade;
- 1958 – Murillo Barreto Azevedo e Fidélis Wolf entraram na sociedade;
- 1957/2004 – Jornal passa a ser de Eugênio Victor Schmöckel;
- 2004/2007 – Yvone Schmöckel;
- 2007/Presente – Walter Janssen Neto.

## Linha editorial

### Comprometimento com a comunidade
Um dos principais diferenciais do O Correio do Povo é a produção de jornalismo hiperlocal. O jornal se pauta e defende bandeiras comprometidas com o desenvolvimento regional. Essa visão é o ponto forte presente nos avanços e novos rumos da linha editorial do diário ao longo do tempo.
“Procuramos sempre entender e corresponder às expectativas dos nossos leitores”, aﬁrma o diretor da rede Marcelo Janssen. “Nossas bandeiras como a cobrança pela duplicação da BR 280, o apelo pelo voto distrital, o incentivo a Feira do Livro, o apoio ao esporte, a promoção da educação infantil com o OCP Kids e outras iniciativas focam no desenvolvimento da comunidade”, garante.

## Rede OCP de Comunicação

### Integração
Em 2018, o jornal O Correio do Povo passou a integrar a Rede OCP de Comunicação que conta ainda com outros veículos digitais. Após unificação com as marcas Por Acaso e Aconteceu em Jaraguá, o portal OCP Online se transformou em OCP News e, em poucos meses, se tornou um dos veículos de maior audiência em Santa Catarina, chegando a atingir 4,5 milhões de visualizações de página em apenas um mês – número expressivo para um portal focado em notícias hiperlocais de cidades do Norte do Estado.
Quando O Correio do Povo abraçou também o Por Acaso e Aconteceu em Jaraguá do Sul, os dois veículos foram importantes para alçar o OCP a um novo patamar na internet, pois já eram marcas consolidadas.
O Por Acaso criado pelos publicitários Max Pires e Ricardo Daniel Treis, nasceu na internet há mais de 20 anos, sendo um dos primeiros veículos da região voltado ao público jovem. Já o Aconteceu em Jaraguá, presente na região há oito anos, sempre atendeu quem buscava notícias de segurança com informação de última hora.

### Multimídia
A Rede OCP de Comunicação sempre esteve na vanguarda da produção de conteúdo multimídia no seu mercado. Há pelo menos oito anos, o O Correio do Povo conta com um canal no YouTube que é atualizado regularmente. Além de matérias factuais, a plataforma também hospeda vídeos de reportagens e séries especiais.
Mesmo tendo sede em uma cidade considerada de pequeno porte, o OCP costuma apostar em tendências mundiais antes mesmo delas caírem no gosto da população da região. O OCP Live, núcleo de produção multimídia, está à frente destes projetos.
“Estes diferentes formatos permitem que as histórias contadas nas páginas da edição impressa do O Correio do Povo sejam apresentadas com mais detalhes e que se tornem ainda mais atrativas para o público”, explica o diretor de conteúdo e audiência Max Pires.

#### Lives
Um dos destaques da rede neste quesito é o programa esportivo Arena OCP, apresentado pelos jornalistas Dyovana Koiwaski, Gabriela Bubniak e Lucas Pavin.
A atração, que vai ao ar semanalmente por meio de transmissões ao vivo, reúne torcedores e apaixonados por esportes. Segundo Gabriela Bubniak, as “lives” atendem ao desejo do público por instantaneidade, mas em um novo formato. “Hoje, a informação circula a todo momento, então é essencial que se pense em maneiras diferentes de entregar o que as pessoas estão procurando”, acredita.
“Nesse formato conseguimos trabalhar os assuntos de forma mais leve e descontraída, mas igualmente informativa”, completa. A jornalista também destaca os benefícios dos vídeos ao vivo para o relacionamento entre o veículo e o público. “Estes programas são pensados para estimular o engajamento, pois qualquer pessoa assistindo pode participar com comentários e sugestões”, avalia Gabriela.

#### Podcasts
O podcast também é um dos investimentos recentes da Rede OCP de Comunicação que está alinhado com uma tendência em amplo crescimento. 
Atualmente, a programação de podcasts do OCP conta com boletins de segurança, programetes de serviços, como previsão do tempo e obituário, entrevistas aprofundadas e comentários de colunistas sobre assuntos diversos.
Os podcasts do OCP estão disponíveis na Apple Podcasts, Spotify, SoundCloud e nos demais agregadores de podcasts.

### Redes sociais
Sempre de olho nas tendências, a Rede OCP de Comunicação iniciou cedo a sua participação digital, mostrando força e credibilidade principalmente através das redes sociais.
Com marcas diferentes fazendo parte do seu guarda-chuva, a Rede faz a distribuição dos conteúdos por meio das páginas do próprio O Correio do Povo, do ‘Aconteceu em Jaraguá do Sul’ e do ‘Por Acaso’ no Facebook, Instagram e Twitter, cada um com a própria identidade. Atualmente, as páginas do veículo estão entre as mais influentes da região.
O Aconteceu em Jaraguá do Sul possui mais de 157 mil curtidores no Facebook, sendo a página com mais curtidores da região, o OCP conta com 95 mil curtidores e o Por Acaso com mais de 63 mil.
Os perﬁs no Instagram somam mais de 35 mil seguidores e os grupos de WhatsApp ultrapassam a marca dos 30 mil usuários ativos.

## OCP 100 anos

### Comemorações
Em maio de 2019, o jornal O Correio do Povo completou 100 anos de existência. A data foi celebrada com uma programação que incluiu uma homenagem na Câmara de Vereadores de Jaraguá do Sul, uma homenagem na Assembleia Legislativa de Santa Catarina (Alesc) e um jantar comemorativo para os colaboradores do jornal.
Além destas atividades, o primeiro centenário do OCP foi comemorado com uma corrida de rua, que teve como ponto de largada a rua Domingos Sanson, ao lado da sede do O Correio do Povo e englobou percursos de 5 e 10 quilômetros.

### Lançamento de livro
Um dos presentes especiais do aniversário de 100 anos de vida do O Correio do Povo é o lançamento do livro “OCP 100 Anos – Recortes da Nossa História”. Revelando episódios divertidos, outros trágicos e todos procedentes do jornalismo e da história de Jaraguá do Sul e região, a pesquisa também traz os fatos mais importantes dos cenários estadual e nacional. 
Obra feita a seis mãos pelo conselheiro editorial do OCP Nelson Pereira e os escritores e editores da Design Editora, Carlos Henrique Schroeder e João Chiodini. A obra foi lançada em um evento especial realizado no dia 9 de maio, no Centro Empresarial de Jaraguá do Sul (Cejas).